# 唐欽
唐欽（1456年—？），字元敬，直隸常州府武進縣人，官籍，明朝政治人物。

## 生平
成化十三年（1477年）丁酉科應天府鄉試第十名舉人。弘治九年（1496年）中式丙辰科會試第三百名，三甲第一百五十二名進士。

## 家族
曾祖唐伯誠，贈大理寺左寺副；祖父唐衡，贈兵科給事中；父唐世隆，母潘氏。永感下。兄唐鏞（岳州府通判）、唐鋐。弟唐银。